# NGC 7248
NGC 7248 is een lensvormig sterrenstelsel in het sterrenbeeld Hagedis. Het hemelobject werd op 8 november 1790 ontdekt door de Duits-Britse astronoom William Herschel.

## Synoniemen
- UGC 11972
- MCG 7-45-22
- ZWG 530.19
- PGC 68485